# 中華民國船員服務手冊
中華民國船員服務手冊是中華民國交通部航港局參照國際勞工組織《1958年海員身份證書公約》為海員而設的身分證明文件和旅行證件，是海員證的一種。該證簽發給具有中華民國國民身分的船員和外籍船員。2015年新版船員服務手冊英文名由變更為，手冊由原60頁減為32頁。

## 內頁

### 個人資料頁
104年新版船員服務手冊船員基本資料頁包含內容如下：
- 類型 /  ：S
- 代碼 /  ：TWN
- 船員字號 /  ：一共八位，以“A”开头，后跟七位数字。
- 姓名 ／ ：前方为中文，后方为英文，先姓后名，英文的姓和名以逗號分隔。
- 國籍／：中華民國國民為
- 手冊流水號／：一英文字母九碼數字
- 身分證統一編號／：一英文字母九碼數字 或 護照號碼／：外籍船員的旅行證件號碼
- 出生地／：格式同中華民國護照出生地，中華民國固有疆域外為英文國家名
- 出生日期／：以“DD/MM/YYYY”的形式記載
- 身高／：單位釐米
- 體重／：單位千克
- 核發日期／：記載格式同出生日期
- 有效日期／：記載格式同出生日期
- 核發機關／：交通部航港局

### 其他頁面
船員服務手冊第3頁為「通訊地址 Address」，第4-5頁為「學(經)歷 Education」，第6-7頁為「船員適任證書 Seafarer’s Certificate」，第8-9頁為「服務經歷登記 Sea Service Record」，其後為簽證頁。

## 外部連結
- 新版船員服務手冊中英文公告 （页面存档备份，存于）